# 街區

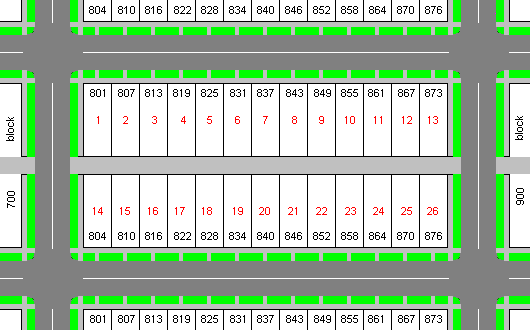
長方形街區圖，四周是街道（深灰色表示）。街區可分割為多塊地（由地主編列，以紅色編號表示）。按地址編排，此街區為800號街區（以黑色編號表示），旁邊為700號街區與900號街區。淺灰色的巷子行經街區中線，四周的街道（深灰色）設有人行道，亦以淺灰色表示。

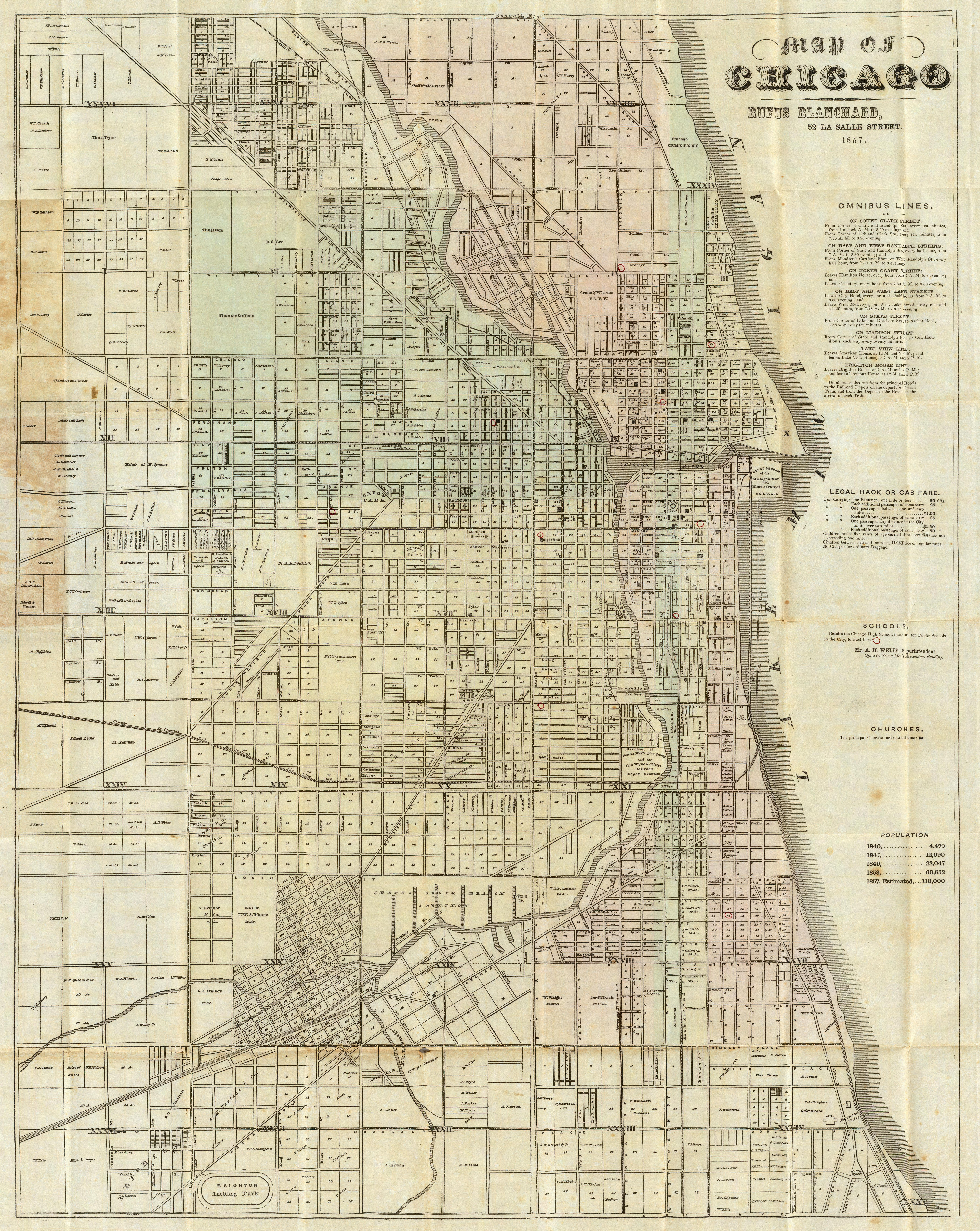
1857年芝加哥都市計畫圖。80、40、10英畝的街區可見於圖中郊區地帶。

街區或街坊（英語：、或）是都市計畫的一個重要元素。一個街區是四周由街道所圍繞的最小區塊，其內則涵蓋建地、建築物等。

## 使用

#### 作為距離的單位
在美国英语和澳大利亞英語中，“block”一詞用作距離的非正式單位。例如，有人給出指示可能會說，“距離這裡有三個街區”。

#### 城市規劃及統計用途
香港規劃署制定小規劃統計區及街段/村落統計區，以作城市規劃用途，政府統計處的人口普查亦有採用。當中以街段(street block)去形容一個街區。

## 香港的誤用
2021年1月，因應油麻地和佐敦一帶短時間內出現多宗2019冠狀病毒病個案，就指定區域內的大廈若出現一宗或以上確診個案，政府便要求曾身處相關大廈的人士須於明日至下周一的三日內接受強制檢測。其後政府更實行限制與檢測宣告，突然圍封民居並強制檢測。香港政府以小區形容有關區域，實屬對以上小區概念的誤用，正確的相等概念應為街區。而有關錯誤，亦引起輿論界的留意。